# Kerubino Kwanyin Bol
Kerubino Kuanyin Bol (1948 - 10 de setembre de 1999) fou un polític i militar sudanès i un dels líders del Sudan People's Liberation Army (SPLA) durant la segona guerra civil sudanesa (1983-2005). Va néixer a Paywayi, a Bahr al-Ghazal, dins l'ètnia dinka i va estudiar a la propera ciutat de Gogrial. Es va dir d'ell que hauria disparat el primer tret en aquest conflicte, que va esclatar quan el govern sudanès de Khartum va imposar la xaria musulmana als cristians i animistes de Sudan del Sud.
Va participar en la primera revolta del sud amb l'Anya-Anya I i al final de la guerra (1972) va ingressar a les forces armades sudaneses on va arribar al grau de tinent coronel servint a la província del Gran Nil Superior. El 1983 era comandant de batalló a Pibor i va organitzar el motí a Bor, Pibor i Pochala disparant el primer tret de la guerra el 16 de maig de 1983. Es va unir al coronel John Garang, enviat per reprimir la revolta, i fou un dels primers líders del SPLM/SPLA.
A la tardor del 1986 va trencar amb Garang, que el va acusar d'insubordinació, i va restar detingut fins que el 1991, durant el conflicte intern a la SPLA, fou alliberat per William Nyon i va fugir a Uganda, on el president Museveni el va posar sota arrest domiciliari fins al febrer de 1993 en què fou alliberat.
El 28 d'agost del 1991 es va produir la declaració de Nasir en la que una part dels membres del SPLM dirigits pel cap nuer Riak Machar van tractar d'enderrocar a Garang però les forces lleials a aquest van resistir i el moviment va quedar dividit en les faccions SPLA-Torit de John Garang (per tenir la seva base a Torit) i el SPLA-Nasir, de Riak Machar i Lam Akol a les que l'estiu del 1992 es va sumar una tercera facció, el SPLA de William Nyon Bany i Josep Oduhu. El març de 1993, Kerubino Kwanyin Bol i Arok Thon Arok retornar des d'Uganda i van formar les seves pròpies faccions (SPLA-Bor, de Arok Thon Arok, i SPLA-Bahr al-Ghazal, de Kerubino Kwanyn Bol).
Totes les facciones excepte la de Garang es van unir (Declaració de Kongor) i van formar la facció SPLA-Unity però Riak Machar i Lam Akol es van separar poc després i Machar va formar el Southern Sudan Independence Movement (SSIM) i Lam Akol va formar la facció SPLA-United (de base shilluk). Kerubino va mantenir la seva pròpia facció aliat amb Machar i Thon Arok es va unir amb Lam Akol.
Els seus homes a Bahr al-Ghazal van arribar a dos mil, i el 5 de juliol de 1994 va ocupar Mayen Abun; el 18 de juliol de 1994 va fer un pacte amb el govern sudanès i Machar el va expulsar de la seva aliança el gener del 1995; llavors va combatre l'SPLM/SPLA provocant greus danys a Bahr al-Ghazal als districtes de Twic, Abyei, i Gogrial, i parts orientals dd'Awei al districte de Wau i va perdre el suport dels dinkas.
El 10 d'abril del 1996 va arribar a un preacord amb el govern que fou signat formalment el 21 d'abril de 1997 a Khartum, entre el govern sudanès d'un costat, i diverses faccions del sud, especialment el SSIM; aquest acord reconeixia el dret d'autodeterminació del sud i establia un Consell Transitori que havia d'establir l'autonomia. Les seves forces foren establertes a Wau i Kerubino fou restablert a l'exèrcit sudanès i va ser ascendit a general; també fou nomenat "deputy chairperson of the South Sudan Coordinating Council (SSCC)", el consell transitori.
Les seves forces foren decisives en imperdir la conquesta de Wau per la SPLA en donar suport a les forces del govern sudanès. El gener de 1998 Kerubino, tot i haver recuperat el seu rang (i ascendit a general) a l'exèrcit sudanès i ser ministre del sud, va abandonar al govern i va atacar Wau, cooperant amb la SPLA; però l'octubre fou acusat per Garang d'estar al darrere del seu intent d'assassinat a Nairobi i es va produir el trencament.
Kerubino va seguir lluitant a Bhar al-Ghazal, segons ell sense tornar a l'aliança amb el govern (novembre de 1998), però de fet controlat per aquest; les informacions diuen que va morir en combat el 15 de setembre de 1999 quan tractava d'arranjar una disputa entre el seu parent (per matrimoni) Paulino Matiep i les forces de Garang. Després el seu grup va retornar a la SSDF.
Kerubino tenia deu dones i dotzenes de fills.